# Halva sanningen
Halva sanningen är en svensk dramafilm från 2005 i regi av Lars Johansson.

## Handling
Eskil jobbar som bagagelastare på Arlanda men i hemstaden tror alla att han är läkare.

## Om filmen
Filmen spelades in i Sala i Västmanland under juli–september 2003.

## Rollista (i urval)
- Zoltan Bajkai - Marcello
- Steve Kratz - Eskil
- Martina Haag - Lena
- Hans Wigren - pappan
- Kristina Österberg - Nina
- Leif Lindh - Juppe
- Sven Psilander - rektorn
- Gustav Johansson - Robin
- Fredrik Rosengren - Terje